# Романшська Швейцарія

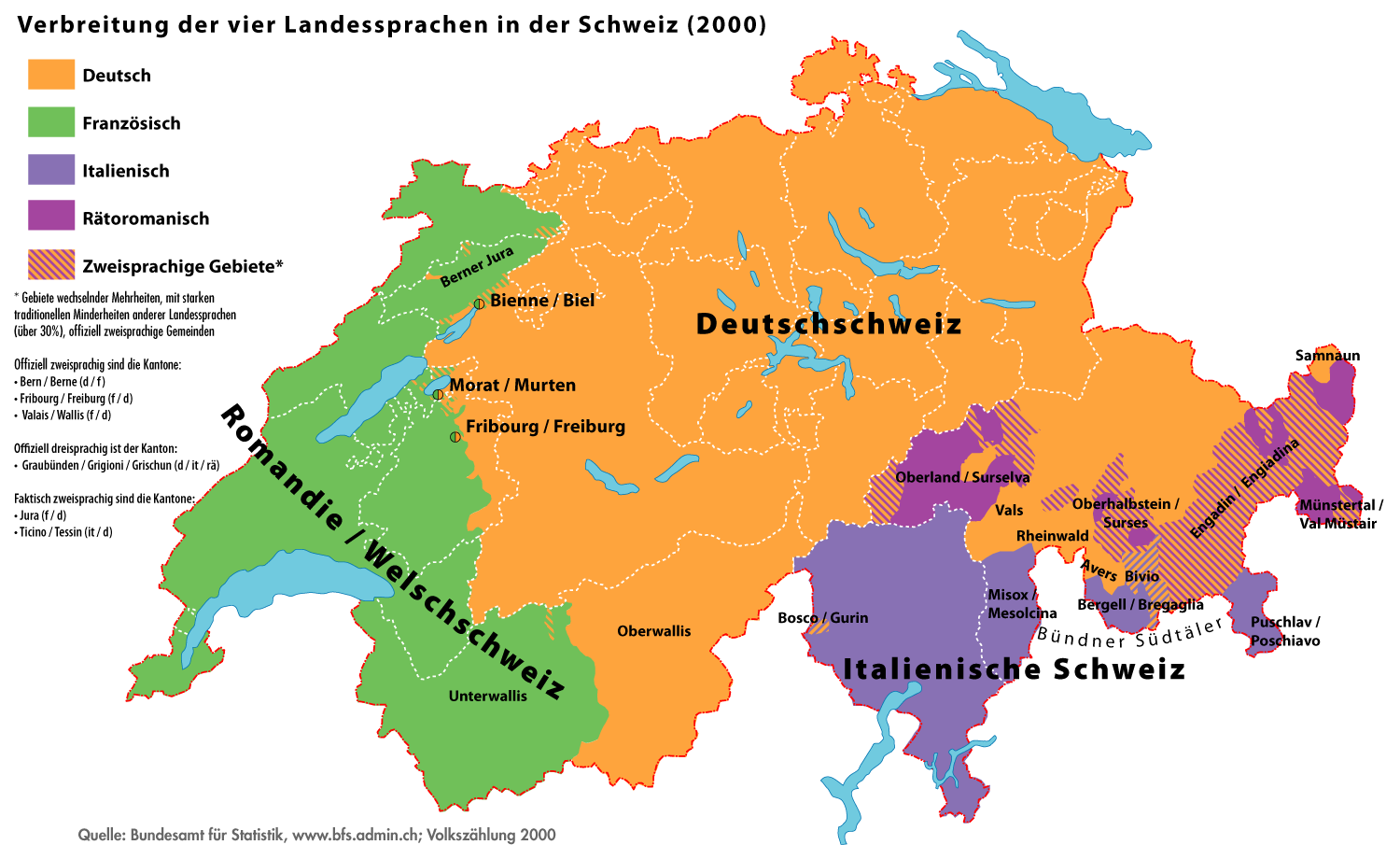
Мовні регіони Швейцарії. Ареал романшської мови позначено фіолетовим.

Рома́ншська або Реторома́нська Швейцарія, Рома́ншія (нім. Rätoromanische Schweiz, ромш. Rumantschia) — мовний регіон у Швейцарії поряд з Німецьким, Французьким та Італійським регіонами. Разом з двома останніми належить до так званої Латинської Швейцарії. Територія регіону охоплює частину кантону Граубюнден, де поширена також німецька мова у швейцарському варіанті. Мова носіїв — романшська (за статтею 70 Конституції Швейцарії, є офіційно визнаною в кантоні). Число носіїв романшської мови не перевищує 40 000 осіб (0,5 % від населення Швейцарії).